# Draško Nenadić
Draško Nenadić, né le 15 février 1990 à Belgrade, est un handballeur serbe. Il évolue au poste de arrière gauche.
Il est le fils de Velibor Nenadić, ancien handballeur yougoslave qui est notamment passé par le Stade Marseillais UC à la fin des années 1980, et le frère de Petar Nenadić, handballeur serbe.

## Palmarès
- SG Flensburg-Handewitt
  - Supercoupe d'Allemagne (1) : 2013-2014
  - Ligue des champions (1) : 2014